# Chuo (Yamanashi)
Chuo (Japans: 中央市, Chūō-shi) is een Japanse stad in de prefectuur Yamanashi. In 2014 telde de stad 30.684 inwoners.

## Geschiedenis
Op 20 februari 2006 kreeg Chuo het statuut van stad (shi). De stad ontstond die dag door het samenvoegen van de gemeenten Tamaho (玉穂町), Tatomi (田富町) en het dorp Toyotomi (豊富村).
Steden:
Chuo · Fuefuki · Fujiyoshida · Hokuto · Kai · Kofu (hoofdstad) · Koshu · Minami-Alps · Nirasaki · Otsuki · Tsuru · Uenohara · Yamanashi

Districten:
Kitatsuru · Minamikoma · Minamitsuru · Nishiyatsushiro · Nakakoma
Gemeenten per district